# جون جيلكريست (كرة سلة)
جون جيلكريست (بالإنجليزية: John Gilchrist)‏ مواليد 1984 في نورفولك، هو لاعب كرة سلة أمريكي معتزل بدأ مسيرته الاحترافية في سنة 2005.. يبلغ طوله 6 قدم 3 بوصة (1.9 م). لعب سابقا مع فريق أديليد ثيرتي سيكسترز في الدوري الأسترالي لكرة السلة.